# 哈马迪·杰巴里
哈马迪·杰巴里 (英語：Hamadi Jebali；1949年1月12日—），突尼斯前总理、工程师、政治家和记者，1981年－2013年任复兴运动党的秘书长。

## 教育
他出生于苏塞，突尼斯大学获得机械工程专业学位，后来在巴黎大学取得太阳能光伏工程博士。由于他掌握了太阳能和风能方面的专业技能，因此他在苏塞创建了一家该领域的企业。

## 政治活动
1981年，他开始参与突尼斯的伊斯兰主义运动。后来担任复兴运动黨创办的周报——Al-Fajr 的主编。

## 司法指控与入狱
1990年6月，Al-Fajr周报上发表了一篇该组织创始人拉希德·加努希写的文章，标题为“国家属于人民还是人民属于国家”，杰巴里为此承担责任受到审判，被以“鼓动违反法律”和“煽动暴乱”的罪名罚款1,500第納爾。1990年11月，该报发表了一篇由律师Mohammed Nouri写的文章，标题为“何时军事法庭能被废止”，这次杰巴里因“诽谤司法制度”罪名而被军事法庭判入狱一年。
1992年5月，突尼斯政府宣称已查明复兴运动“试图谋杀总统本阿里和建立伊斯兰国家的阴谋”。1992年8月，杰巴里与其他170名复兴运动的成员被控以“试图颠覆”的罪名。他不承认该项指控并进行抗议，还以他自己身上的伤痕印记来证明他曾受到了酷刑折磨。这个审判被大赦国际、人权观察等组织认定是不公平的。最终，1992年8月28日，杰巴里以“非法组织的成员”和“试图改变国家”的罪名被判入狱16年。
在监狱裡他的待遇是严酷的，狱中15年有超过10年他被单独囚禁，他曾以绝食来抗议他受到虐待。2006年2月，因突尼斯独立50周年而被释放。

## 總理
2011年茉莉花革命後，本·阿里總統被迫下台及流亡沙特阿拉伯，其後他領導的政黨复兴运动党取得合法的地位，他成為秘书长和发言人。2011年5月，他受伊斯兰和民主研究中心（Center for the Study of Islam and Democracy）的邀请到华盛顿特区出席活动，并在那里会见了美国参议员約翰·麥凱恩和喬·李伯曼。
在复兴运动党于10月23日赢得突尼斯制宪议会选举后，该党提名他为总理候选人。他被视为该党改革派的领袖。10月的首次公平公開的議會選舉後，他領導的政黨复兴运动党在議會取得217席中的89席。12月24日就任突尼斯总理，2013年2月22日辞职。